# Pákistán na Letních olympijských hrách 1964
Pákistán se účastnil Letní olympiády 1964 v japonském Tokiu. Zastupovalo ho 41 mužů v 7 sportech.

## Medailisté
| Medaile | Jméno | Sport         | Soutěž      |
| ------- | --- | ------------- | ----------- |
| Stříbro | Muhammad Afzal Anwar Ahmad Munir Ahmed Dar Saeed Anwar Zaka Din Muhammad Asad Manzoor Hussain Atif Khursid Azam Abdul Hamid II Zafar Hayat Khalid Mahmood Khizar Nawaz Tariq Niazi Motih Ullah | Pozemní hokej | turnaj mužů |